# Idaea fimbriolata
Idaea fimbriolata là một loài bướm đêm trong họ Geometridae.